# Bob Martin (baloncestista)
Robert W. "Bob" Martin (Minneapolis, Minnesota, 7 de octubre de 1969) es un exjugador de baloncesto estadounidense que jugó dos temporadas en la NBA, además de hacerlo en la CBA. Con 2,13 metros de estatura, lo hacía en la posición de pívot.

## Trayectoria deportiva

### Universidad
Jugó durante cuatro temporadas con los Golden Gophers de la Universidad de Minnesota, en las que promedió 4,6 puntos y 3,3 rebotes por partido. Es el octavo jugador con más tapones colocados en la historia de su universidad, con 146.

### Profesional
Tras no ser elegido en el 1992, fichó como agente libre por los Phoenix Suns, pero fue descartado antes del comienzo de la temporada. Jugó entonces en los Rockford Lightning de la CBA hasta que en 1993 fichó por Los Angeles Clippers, donde jugó una temporada en la que promedió 2,1 puntos y 2,2 rebotes por partido. Al año siguiente, tras un partido disputado, fue despedido.

## Estadísticas de su carrera en la NBA

### Temporada regular
| Temporada | Edad | Equipo               | Liga | Pos. | P  | TIT | MIN  | TC  | TCA | %TC  | 3P  | 3PA | %3P | 2P  | 2PA | %2P  | TL  | TLA | %TL  | R.OF. | R.DEF. | REB | ASIS | ROB | TAP | PER | FP  | PTS |
| 1993-94   | 24   | Los Angeles Clippers | NBA  | C    | 53 | 1   | 10.1 | 0.8 | 1.7 | .455 | 0.0 | 0.0 |     | 0.8 | 1.7 | .455 | 0.6 | 1.0 | .608 | 0.7   | 1.5    | 2.2 | 0.3  | 0.2 | 0.6 | 0.5 | 2.0 | 2.1 |
| 1994-95   | 25   | Los Angeles Clippers | NBA  | C    | 1  | 0   | 14.0 | 1.0 | 5.0 | .200 | 0.0 | 0.0 |     | 1.0 | 5.0 | .200 | 0.0 | 0.0 |      | 2.0   | 0.0    | 2.0 | 1.0  | 0.0 | 1.0 | 0.0 | 2.0 | 2.0 |
| Total     |      |                      | NBA  |      | 54 | 1   | 10.2 | 0.8 | 1.7 | .441 | 0.0 | 0.0 |     | 0.8 | 1.7 | .441 | 0.6 | 0.9 | .608 | 0.7   | 1.5    | 2.2 | 0.3  | 0.1 | 0.6 | 0.5 | 2.0 | 2.1 |